# 쌍룡훈련
쌍룡훈련(雙龍訓練, 영어: Ssangyong Exercise)은 2012년부터 격년제로 실시하고 있는 한미연합 상륙훈련이다. 한미연합 야외기동연습인 독수리 훈련의 일환으로 실시된다.

## 역사

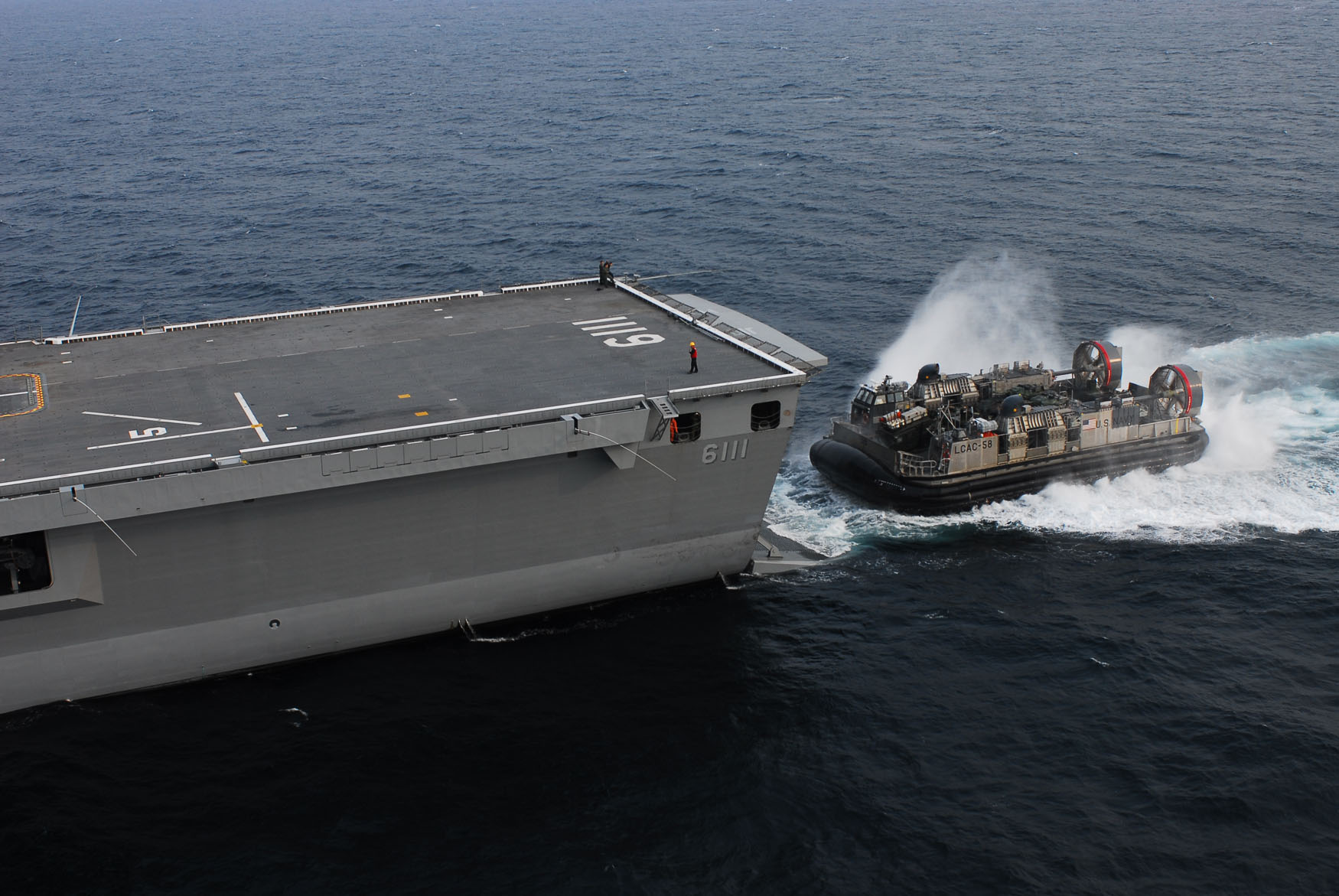
2007년 11월, 미국 해병대 LCAC가 독도함에 들어가고 있다.

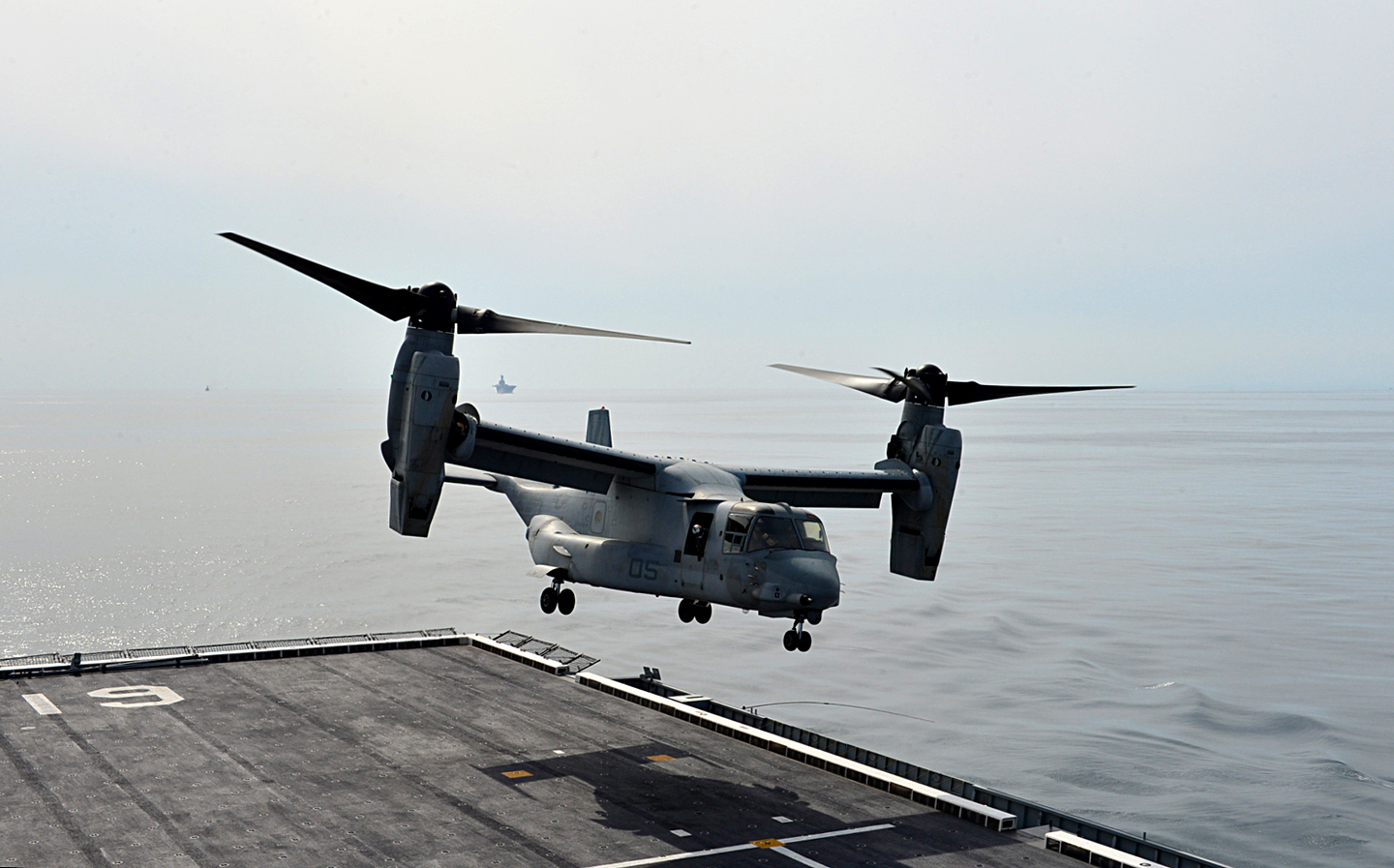
2015년 3월, 독도함에 이착륙 훈련중인 주일미군 해병대 MV-22 오스프리

과거에는 RSOI 상륙훈련이라고 불렀다가, 2012년부터 쌍룡훈련이라고 부르고 있다. 한미연합 야외기동연습은 예전에는 팀 스피리트, RSOI로 불리다가 요즘에는 키 리졸브이라고 부른다.
북한과의 전면전이 벌어지면 한미 최정예 해병 전력이 북한지역 동해와 서해로 기습 상륙한 뒤 평양으로 진격하는 내용의 쌍룡훈련은 북한이 가장 두려워하는 상륙훈련으로 알려져 있다. 이 훈련은 여단급 연합 상륙훈련과 미 해병대의 한반도 투입 연습 프로그램을 연계한 것으로 2012년 3월 한미 연합 독수리 연습(FE)의 하나로 처음 실시됐다. 당시 북한은 이를 ‘북침 전쟁연습’이라며 강력히 반발했다.
쌍룡훈련은 한미 연합전력이 북한의 남침에 대한 반격 과정에서 강원도 원산 일대에 상륙해 제1전연지대(평양∼원산 축선) 이남을 차단하는 내용을 가상한 시나리오로 구성돼 있다.

### 2014 쌍룡훈련
2014년 3월 27일부터 4월 7일까지, 경북 포항에서 2014 쌍룡훈련이 실시되었다. 동해와 서해를 나누어서 별도로 실시했다. 1993년 팀 스피리트 훈련 이후 21년 만에 최대 규모이다. 한국 해병대 2000여명, 해군 1000여명과 미국 해병대 7500여명, 해군 2000여명 등 총 1만2500여명이 참가했다. 함정 11척과 55대의 항공기도 동원됐다. 2013 쌍룡훈련에 4대만 참가한 주일미군 MV-22 오스프리가 22대나 참가했다. 20척이 넘는 상륙함도 참가했다.
2016 쌍룡훈련은 2012년 이후 가장 큰 규모로 실시되었다. 북한 내륙 깊숙한 곳으로 빠르게 파고들어 핵·미사일 기지와 같은 핵심시설을 파괴할 수 있는 능력을 갖추는 것이 목표이며, 한국 해병대 약 3000명과 미국 해병대 약 7000명이 참가했다.
2014년 3월 31일, 북한이 낮 12시 15분부터 3시간여 동안 서해 해상에서 8차례에 걸쳐 해안포와 방사포 500여발을 사격훈련했다. 이 가운데 북한군 포탄 100여발이 북방한계선 남쪽에 떨어졌고, 한국 해병대가 K-9 자주포 300여발을 북방한계선 북쪽으로 발사했다.
2014년 4월 1일, 여야가 북한의 NLL 이남 사격훈련을 비난했다.

### 2016 쌍룡훈련
2016년 3월 9일, 2016 쌍룡훈련에 참가한 뉴질랜드 육군 장병들이 독도함에서 미국 MV-22 오스프리를 이용한 공중돌격훈련을 실시했다. 18일까지 진행되었으며, 미군 제3해병원정군, 제7 강습상륙전단, 76기동부대(en:Task Force 76) 등 미 해병대 9000여명, 미 해군 3000여명, 한국 해군과 해병대가 약 5000여명 등 약 1만7000여명이 참가했다. 5척의 해상사전배치선단(MPSS)도 투입되었다.

### 2018 쌍룡훈련

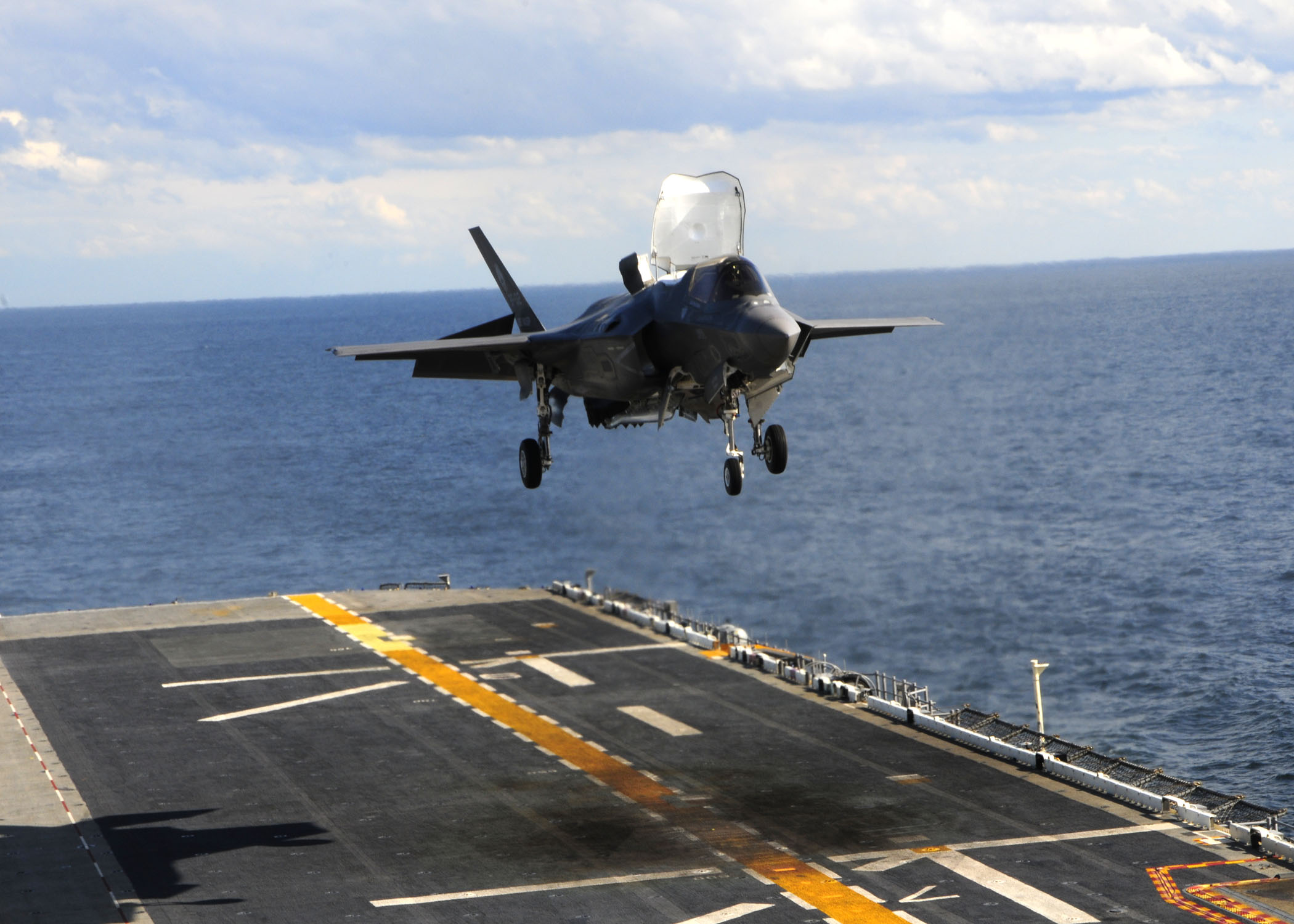
2011년 10월, 이와쿠니 해병 항공단 기지의 F-35B 전투기가 와스프함에 착륙중이다.

2018년 4월, 한미연합 야외기동훈련인 독수리 연습의 일환으로 한미연합 상륙작전 훈련인 쌍룡훈련을 매년 실시하는데, 이번에는 이와쿠니 해병 항공단 기지의 F-35B를 탑재한 와스프함이 참가했다. 쌍룡훈련에 최초로 F-35B가 참가했다.